# Les Coulisses du pouvoir (émission de télévision)
Les Coulisses du pouvoir est une émission de télévision canadienne à caractère politique produite dans les studios de Radio-Canada à Ottawa, capitale du Canada, et diffusée depuis le 30 octobre 2005 sur ICI Radio-Canada Télé.

## Principe
Animée depuis septembre 2017 par Daniel Thibeault, Les Coulisses du pouvoir reprend les grands titres de la semaine politique canadienne, québécoise, américaine et internationale, en présence des analystes :
- Alec Castonguay, animateur de l'émission Midi Info sur ICI Radio-Canada Première et de l'émission L'Agenda sur ICI Radio-Canada Télé
- Michel C. Auger, chroniqueur politique au quotidien La Presse et à ICI Radio-Canada Télé
- Chantal Hébert, chroniqueuse à CBC, à ICI Radio-Canada Télé et au magazine L'Actualité

De plus, des hommes politiques viennent défendre leur point de vue sur certaines situations sur le plateau. Il y a habituellement, durant l'émission, un compte-rendu des événements de la semaine, un panel de chroniqueurs, un reportage, deux entrevues, et un retour sur des événements qui sont restés dans l'ombre dans le cadre d'une chronique qui s'intitule "Sous le radar".
L'émission a également été animé par Daniel Lessard de 2005 à 2011 et par Emmanuelle Latraverse de 2011 à 2017

## Historique
L'émission devait initialement démarrer en septembre 2005 pour coïncider avec la rentrée. Cependant, Radio-Canada étant paralysé par un lock-out, l'émission ne démarre que le dimanche 30 octobre 2005. Programmée le dimanche à 11 h (heure de l'Est) après Le Jour du Seigneur à la Télévision de Radio-Canada et simultanément sur RDI, l'émission est réalisée dans les studios de Radio-Canada à Ottawa. L'animateur Daniel Thibeault interroge des acteurs de la scène politique sur des sujets actualité, et fait également appel aux chroniqueurs politiques de Radio-Canada ainsi qu'à des intervenants venant de la presse écrite tel que Chantal Hébert (Toronto Star) ou Alec Castonguay (L'Actualité).